# Caldwell Municipal Airport (Texas)

i7
i11
i13
Der Caldwell Municipal Airport (ICAO-Code: KRWV, FAA-LID: RWV) ist ein Flugplatz in kommunaler Hand in Caldwell, Burleson County, im US-Bundesstaat Texas. Er befindet sich zwei km südwestlich des zentralen Geschäftsviertels von Caldwell. Richtung Norden besteht eine Anbindung an den Texas State Highway 21 (kurz SH 21), eine State Route, die in Ost-West-Richtung verläuft.
Der Flugplatz umfasst 49 Acres bzw. rund 200.000 m², verfügt über eine Start- und Landebahn und beheimatet 21 Flugzeuge mit Stand Ende März 2020. In den 12-Monatsperioden vor diesem Zeitpunkt wurden 7100 Flugbewegungen registriert.
Obwohl die meisten US-Flughäfen für die FAA und die IATA denselben dreistelligen Standortcode verwenden, wird dem Caldwell Municipal Airport von der FAA das Kürzel RWV und keines von der IATA OCN zugewiesen. Der ICAO-Code des Flugplatzes lautet KRWV.